# Aimé Forest
Pour les articles homonymes, voir Forest.
Aimé Forest est un philosophe français né à Rancon (Haute-Vienne) le 18 février 1898 et mort le 20 mars 1983 à  Limoges (Haute-Vienne) et historien de la philosophie. Professeur à la Faculté des lettres de Grenoble puis à celle de Montpellier.

## Biographie
Aimé Forest est un professeur de philosophie, après des études secondaires au Lycée de Poitiers, il participa à la première guerre mondiale en 1917-1918. Il est agrégé de philosophie à vingt-trois ans en 1921, après des études ininterrompues à la Faculté des lettres de Bordeaux.
Nommé en 1921 professeur de philosophie au lycée de Guéret il le restera jusqu'en 1925. De 1925 à 1936 il est professeur de philosophie au lycée de Poitiers. En 1931 il présente sa thèse devant la Faculté des lettres de l'Université de Paris La Structure métaphysique du concret selon saint Thomas d'Aquin il est en 1931 docteur ès lettres. De 1936 à 1937 il est Professeur de philosophie au lycée Rollin à Paris, puis de 1937 à 1940 Professeur de philosophie au lycée Condorcet à Paris.
En 1940 il est nommé dans l'enseignement supérieur, chargé de cours à la Faculté des lettres de Grenoble dans la chaire de Jacques Chevalier puis en 1941 il est Maître de conférences à la Faculté des lettres de Grenoble poste qu'il conservera jusqu'en 1943. En 1943 il est nommé professeur de philosophie à la Faculté des lettres et sciences humaines de Montpellier jusqu'à sa retraite en 1968.
L'œuvre de Forest compte non seulement des ouvrages mais aussi un grand nombre d'articles. Sa philosophie, d'influence thomiste, s'épanouit en philosophie de l'esprit. Forest fut notamment très attentif à la philosophie spiritualiste française (Lavelle, Le Senne, Madinier, Gabriel Marcel, Chevalier...). Il participa au groupe de travail en commun de Jacques Chevalier (1920 - 1940), seul philosophe d’origine thomiste parmi ses membres. Deux des enfants de M. Forest mourront dans le drame d'Oradour-sur-Glane,.
Il est l'auteur d'un article important pour comprendre ce qu'a été la philosophie réflexive : « Rôle et nature de la réflexion » in Consentement et création (cf. bibl.).
Il a par ailleurs été correspondant de l'académie des sciences morales et politiques de 1967 à 1983 dans la section de philosophie.

## Décorations
- Chevalier de la Légion d’honneur ;
- Officier dans l’ordre des Palmes académiques ;
- Officier du Mérite national

## Ouvrages
- Consentement et création, Paris, éditions Aubier, 1943.
- La structure métaphysique du concret selon Saint Thomas d'Aquin, Paris, Librairie Philosophique J. Vrin, 1956.
- Du consentement à l'Être, Paris, éditions Aubier, 1936.
- L'avènement de l'âme, paris, éditions Beauchesne, 1973;1997.
- Essai sur les formes du lien spirituel, éditions Beauchesne, 1981
- Nos promesses encloses, éditions Beauchesne, 1985
- Vocation de l'esprit, Paris, éditions Aubier, 1992.

### Ouvrages sur Aimé Forest
- Pierre Masset, L'intériorité retrouvée : La philosophie spirituelle d'Aimé Forest, Pierre Téqui, coll. « Croire et savoir », 1989, 144 p. (ISBN 9782852449534)
- Michel Mahé, Christianisme et philosophie chez Aimé Forest : La philosophie spirituelle d'Aimé Forest, Pierre Téqui, coll. « Croire et savoir », 1999, 428 p. (ISBN 9782740306963)
- Michel Mahé, Aimé Forest et « une sagesse plus haute que le thomisme », Pierre Téqui, coll. « Questions disputées », 2004, 120 p. (ISBN 9782740311011)
- Modèle:Ouvage
- Allocution prononcée par M. Jean Cazeneuve à l’occasion du décès de Aimé Forest, correspondant de l’Académie, in Revue des Travaux de l’Académie des Sciences morales et politiques, 1983, p. 519-521